# Receptaculum (Mykologie)

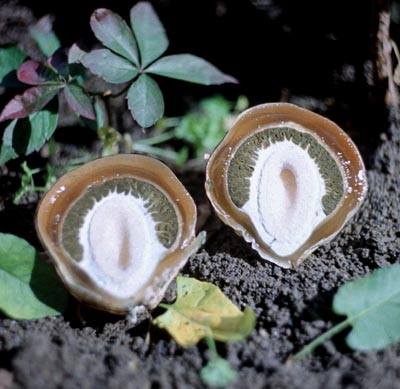
Durchgeschnittenes Hexenei der Gemeinen Stinkmorchel, das noch ungestreckte Receptaculum im Innern ist gut zu erkennen

Das Receptaculum (alternative Schreibweise auch Rezeptakulum)  ist der schwammigartig gekammerte, stark streckungsfähige Träger der Gleba bei den Fruchtkörpern der  Stinkmorchelartigen (Phallales). Durch die Streckung des Receptaculums wird die Peridie des Hexeneis aufgesprengt und die sich nun verflüssigende Gleba zur Verbreitung der Sporen durch Insekten (Aasbesucher) exponiert, die nun anfängt, „Duftstoffe“ zu erzeugen. Das Receptaculum kann netzartig gegittert, verzweigt oder stielartig sein, bei manchen Arten, wie beim Tintenfischpilz, ist es auffallend pigmentiert, bei den Stinkmorcheln ist es in Hut und Stiel gegliedert.